# Jacob's Ladder
Jacob's Ladder (La escalera de Jacob en España, y Alucinaciones del pasado en México y algunos países de Hispanoamérica) es una película estadounidense de 1990 dirigida por Adrian Lyne, escrita por Bruce Joel Rubin y protagonizada por Tim Robbins, Elizabeth Peña y Danny Aiello. Perteneciente a los géneros de thriller psicológico y Terror psicológico, la película se destaca por su juego con distintos niveles de realidad y sus originales efectos especiales, pues todos fueron rodados sin posproducción. A pesar de no tener buena recaudación el año de su estreno, la cinta se ha convertido en película de culto.

## Sinopsis
Jacob Singer (Tim Robbins) es un soldado de Estados Unidos desplegado en el delta del Mekong durante la guerra de Vietnam que es herido gravemente en un ataque sorpresa. Cuando comienza la historia, el 6 de octubre de 1971, los helicópteros pasan por encima de ellos con suministros, para lo que parece ser la preparación de una ofensiva contra el Viet Cong en una zona selvática de Vietnam del Sur. De repente y sin un previo aviso, la unidad de Jacob está bajo un intenso fuego. Los soldados tratan de ponerse a cubierto, pero comienzan a mostrar un comportamiento extraño sin razón aparente. Jacob intenta escapar de la locura sin explicación, sólo para ser apuñalado con una bayoneta por un atacante invisible. Queda traumatizado después de esta experiencia, y al volver a Estados Unidos se divorcia de su esposa, comienza a trabajar como un simple empleado de correo y empieza una relación con su compañera de trabajo Jezebel (Elizabeth Peña). La película se traslada entonces de ida y vuelta desde Vietnam a los recuerdos de Jacob y las alucinaciones de su hijo Gabe (Macaulay Culkin, sin créditos en la película) y su exesposa Sarah (Patricia Kalember), así como su relación presente (establecida en 1975) con Jezabel, mientras trabajaba como cartero en Brooklyn, Nueva York. Durante este último período, Jacob se enfrenta a varias amenazas contra su vida y experiencias de alucinaciones grotescas. También se revela que su hijo Gabe fue atropellado y muerto por un auto, poco antes de que Jacob fuera a Vietnam. Pero sus continuas visiones y pesadillas, en las que aparecen personajes irreales, parecidos a demonios, que aparentemente lo persiguen, hacen cada vez más difícil su convivencia con la sociedad. Además, en algunas ocasiones cree volver a vivir con su exesposa y hasta con su hijo Gabe, quien aparece como si nunca hubiera muerto. En algunos momentos cree estar otra vez en Vietnam, herido, en medio del mencionado ataque sorpresa. Sólo su mejor amigo, el quiropráctico Louis (Danny Aiello), lo ayuda a mantener la calma.
Después de un ataque de fiebre en el que ve en una alucinación a un demonio copulando con Jezebel, recibe una llamada de un compañero de Vietnam que asegura estar siendo perseguido por demonios; posteriormente este muere cuando Jacob lo acompaña a tomar su coche, el cual explota violentamente. En el funeral, sus compañeros de pelotón supervivientes confiesan a Jacob que ellos también han estado viendo alucinaciones terribles. Luego del funeral, Jacob decide demandar al Ejército junto con otros cinco veteranos que también habían sobrevivido la noche del ataque sorpresa; pero solo un día más tarde todos sus compañeros se arrepienten, y el abogado (Jason Alexander) que habían contratado ya no quiere saber nada de la causa. Tras enfrentarse con el abogado, Jacob es secuestrado por dos personas armadas que lo llevan en un coche negro y le recomiendan no perseguir más la causa. Jacob logra escapar en pleno viaje, arrojándose del auto en movimiento, lesionándose gravemente la espalda y siendo llevado de emergencia al hospital.
En el hospital, el entorno cada vez se torna más irreal. En vez de que los médicos le hagan una radiografía, es llevado a un subsuelo lleno de personas locas y trozos de cadáveres esparcidos por los suelos, donde es llevado a una sala llena de cirujanos y se le inyecta un líquido en el cerebro. Entre varios de los médicos, cree reconocer a su amada Jezebel. Poco después, su quiropráctico Louis va al hospital, lo libera y le cura la espalda. En un momento clave su quiropráctico Louis cita al místico cristiano del siglo XIV Meister Eckhart, y lo relaciona con sus visiones infernales. Louis cita lo siguiente:

Meister Eckhart también vio el infierno. ¿Sabes lo que dijo? Que lo único que arde en el infierno es la parte de ti que no se va de tu vida. Tus recuerdos, tus vínculos, los queman todos allí. Pero no para castigarte, sino para liberar tu alma. Así que, Eckhart concluye: si tienes miedo de morir y te estás resistiendo, verás diablos arrancándote la vida. Pero, si estás en paz, los diablos se volverán ángeles que te liberen de la tierra. Es en la forma en que lo mires.

Al regresar a casa, recibe una llamada de un hombre llamado Michael Newman (Matt Craven), que afirma haber sido un químico que trabajaba con el ejército en la división química de Saigón, donde trabajó en la creación de un medicamento que incrementase la agresión. El fármaco recibió el nombre clave "La Escalera", ya que estimulaba a la humanos directamente a la ira y a sus más primitivos impulsos. El fármaco fue probado en monos y luego en un grupo de enemigos prisioneros de guerra, con resultados horribles. Más tarde, pequeñas dosis de "La Escalera" fueron dadas en secreto al batallón de Jacob a través de su raciones alimenticias. Sin embargo, el experimento falló, ya que los soldados habían atacado a sus propios compatriotas, razón por la cual ocurrió el ataque sorpresa. En lugar de apuntar al enemigo, los hombres en la unidad de Jacob se atacaron unos a otros de manera indiscriminada. Esta revelación es resaltada cuando Jacob recuerda haber sido apuñalado por uno de sus compañeros.
Las últimas escenas de la película muestran a Jacob regresando al edificio de apartamentos en que vivió una vez con Sarah. Entra y empieza a buscar a través de una caja de zapatos viejos, con sus recuerdos y el dolor con el que ha estado aferrándose a cosas como la placas de identificación y una foto de Gabe. Entonces Jacob se sorprende al ver a Gabe al pie de la escalera. Gabe toma de la mano a Jacob y juntos suben la escalera y desaparecen en una luz brillante. En el desenlace, nos enteramos de que Jacob nunca salió de Vietnam, su cuerpo se muestra en una tienda de campaña del ejército con dos cirujanos justo después de que haya fallecido, con una mirada tranquila ahora en su rostro. Al parecer, toda la serie de eventos anteriores a su muerte fueron en realidad una alucinación. Antes de los créditos finales de la película, aparece uno que afirma que el título de la misma se basa en los informes de un medicamento experimental llamado BZ y las supuestas pruebas realizadas por el Ejército de los Estados Unidos en sus soldados durante la guerra de Vietnam, las cuales siempre han sido negadas por el Pentágono.

## Reparto
- Tim Robbins como Jacob Singer
- Elizabeth Peña como Jezebel "Jezzie" Pipkin
- Danny Aiello como Louis Denardo
- Matt Craven como Michael Newman
- Pruitt Taylor Vince como Paul
- Jason Alexander como Señor Geary, el abogado
- Patricia Kalember como Sarah, exesposa de Jacob
- Eriq La Salle como Frank
- Ving Rhames como George
- Brian Tarantina como Doug
- Anthony Alessandro como Rod
- Brent Hinkley como Jerry
- S. Epatha Merkerson como Elsa
- Kyle Gass como Tony
- Macaulay Culkin como Gabe

## "La Escalera"
Jacob Singer dijo que los terribles acontecimientos que experimentó en su último día en Vietnam fueron el producto de un fármaco experimental llamado "La Escalera", que fue utilizado contra las tropas sin su conocimiento. Michael Newman (Matt Craven) explicó a Jacob que todas las alucinaciones que él tenía sobre el tratamiento de sus heridas en combate, en realidad se relacionaban a su evacuación médica realizada en un helicóptero. Se dice que la droga fue llamada así por su capacidad de causar "un viaje rápido hacia abajo por la escalera, hasta los temores primarios del ser humano, teniendo como base la ira."
Al final de la película, aparece un mensaje mencionando las pruebas de un medicamento llamado BZ, referido así por el nombre código de la OTAN como bencilato de 3-quinuclidinilo, el cual supuestamente causaba efectos delirantes y alucinógenos y se rumoreaba haber sido administrado por el gobierno a tropas de los Estados Unidos en un intento secreto para aumentar su poder de combate. Sin embargo, los efectos de BZ son diferentes de los efectos de la droga experimental que se muestra en Jacob's Ladder.
El director de la película Adrian Lyne señaló después que: "Nada sugiere que el medicamento BZ, un superalucinógeno que tiene una tendencia a provocar un comportamiento maniático, se haya utilizado en las tropas de Estados Unidos."
En la escena final el hijo de Jacob, Gabe, toma de la mano a Jacob y ambos se dirigen hacia arriba por medio de una escalera, haciendo referencia a la historia bíblica de la escalera de Jacob (Génesis 28,11-19), que es mencionada como una escalera en la cual los ángeles ascendían y descendían del cielo.

## Producción
El título del filme hace referencia a la historia bíblica de la escalera de Jacob, o el sueño de un lugar de encuentro entre el Cielo y la Tierra (Génesis 28:12). La película también fue percibida por muchos, incluyendo a su guionista y coproductor Bruce Joel Rubin, como una interpretación moderna de la liberación a través de la audición durante el estado intermedio del Libro tibetano de los muertos. Bruce Joel Rubin también tomó inspiración del corto francés de 1962, La rivière du hibou, dirigido por Robert Enrico, y el cual es al mismo tiempo una adaptación del relato corto de Ambrose Bierce Lo que pasó en el puente de Owl Creek, publicado en 1890. El director de la película Adrian Lyne utiliza un famoso cuerpo técnico en la sección de la película en la que se registra un actor agitando su cabeza en torno a una velocidad baja, lo que resulta en el movimiento rápido y horrible cuando se reproducen. En una edición especial, Adrian Lyne dijo que se inspiró en el arte del pintor Francis Bacon en el desarrollo de los efectos especiales.
Rubin comenzó a trabajar en el guion de la película en 1980 tras tener una pesadilla en la que se quedaba atrapado en el metro. Intentó vender su guion por varios años, sin tener éxito; Thom Mount de Universal Pictures dijo "Me encanta, pero no es para mi estudio". Algunos directores como Michael Apted, Sidney Lumet y Ridley Scott (quien recientemente había terminado Blade Runner) mostraron interés, pero ningún estudio estaba interesado en la historia "muy metafísica" de Rubin porque "Hollywood no hace películas de fantasmas". Más tarde, después de que Wes Craven realizó Deadly Friend, otra película escrita por Rubin, en 1986, los guiones de Jacob's Ladder y Ghost fueron tomados por Paramount Pictures; pero después de un tiempo, los ejecutivos empezaron a tener dudas acerca del final y las escenas en la guerra de Vietnam, por lo que decidieron no hacer le película, fue entonces que el proyecto fue tomado por Carolco Pictures, la compañía que había realizado filmes como Total Recall y Angel Heart.
Lyne se sumó al proyecto después de que un agente de Paramount le envió el guion a Lyne quien en ese momento estaba planeando realizar La hoguera de las vanidades, pero al leer el guion de Jacob's Ladder, Lyne se sintió más atraído hacia éste a pesar de que, según Lyne, "había un factor de riesgo" con la película. Para el estilo visual de las criaturas que atacan a Jacob se usaron de inspiración los trabajos de H.R. Giger, el responsable de crear la criatura de Alien, el octavo pasajero. Inicialmente se tenía contemplado a Tom Hanks para interpretar el papel de Jacob, pero se decidió utilizar al actor Tim Robbins. Finalmente, Hanks esteralizó La hoguera de las vanidades, la película que Lyne había decidido no dirigir.

## Recepción de la crítica
La recepción de la película fue muy polarizante en el momento del lanzamiento. Según el sitio web global de Rotten Tomatoes, el 73 % de las revisiones de la película fueron positivas, pero los críticos se dividen más a partes iguales, con un 50 % lo que supone una revisión positiva. De acuerdo con el crítico de cine Roger Ebert: "Esta película no era una experiencia agradable, pero fue estimulante en el sentido de que yo era capaz de observar a los cineastas trabajando en el borde de sus capacidades y fuentes de inspiración". Janet Maslin, periodista y crítica de películas para el New York Times escribió que es una “impecable, fascinante, visceralmente aterradora película acerca de un tema que en otras manos hubiera sido invendible, concretamente la muerte" y que era "singular pero devastadora a la vez." Sin embargo Desson Thomson, crítico de cine para The Washington Post, Una obra maestra en el género de terror 9/10."
En 1983, el guion de la película fue incluido en la lista de Hollywood sobre los mejores diez guiones sin producir de la American Film Magazine. En 1991, Jacob's Ladder estuvo nominada en el Horror Hall of Fame II por mejor película de terror, perdiendo ante The Silence of the Lambs. La película también apareció en el documental Bravo y en el libro publicado en el 2009 “1001 Movies You Must See Before You Die”. En el 2012, Total Film la posicionó en el lugar 31 de la mejor película independiente de terror de todos los tiempos. Ese mismo año, los elementos de la película fueron incluidos en la lista de las diez películas más aterradoras sobre demonios por CraveOnline. También fue posicionada en el lugar 19 del mejor giro de historia por Complex. Así mismo fue incluida en la lista de 20 impactantes giros de historia por Digital Spy en 2013.
Recaudación
La película tuvo el primer puesto en la recaudación del fin de semana en Norteamérica, generando ingresos de $7.5 millones de dólares con un promedio de $7,130 por cada una de las 1052 salas de cine en las que se exhibía, sin embargo la asistencia bajó considerablemente y su recaudación doméstica total fueron solamente 26 118 851 dólares sin generar ganancia para la película, basados en su presupuesto de 25 millones de dólares, ya que el 50 % de la taquilla en promedio se la queda el cine, se necesita en teoría recaudar al menos el triple del presupuesto para obtener ganancia.[cita requerida]

## Influencia
Jacob's Ladder sirvió de inspiración en gran medida para crear la franquicia de videojuegos de horror llamada Silent Hill, incluyendo la adaptación de la película al cine. Por ejemplo en Silent Hill 2 el protagonista se llama James Sunderland, haciendo que sus iniciales sean JS, igual que Jacob Singer. Otro ejemplo lo podemos encontrar en Silent Hill 3 en donde la protagonista, Heather, queda atrapada en una estación del metro cuando intenta llegar a la calle Bergen, similar a Jacob en el filme. Cabe mencionar que la intro de Silent Hill: Homecoming hace gran referencia a la escena de la película donde Jacob Singer es llevado al quirófano en camilla y viendo alucinaciones al igual que Alex Sheperd del videojuego.
En 2012 se filtró por la página Dailymotion un video llamado "Assassin's Creed Revelations - Seizure", correspondiente a la saga de videojuegos del mismo título. En él se ve un hombre atado a una camilla con un casco sujetándole la cabeza y máquinas médicas con el logo de la empresa Abstergo monitorizándole, en lo que parece ser una habitación de un sótano de hospital. Los doctores posteriormente pasan a perforarle quirúrgicamente los laterales de la cabeza para establecer una conexión entre él y lo que parece ser la primera versión del Animus, llamada "Animus 1.0" según la pantalla que se ve. Tanto el video "Seizure" como la pista de audio correspondiente a voces, música y efectos de sonido usados, son los de Jacob's Ladder cuando llevan a Jacob al hospital, el video Seizure es una recreación de dicha escena en CGI para pruebas internas de Ubisoft en los vídeos de sus videojuegos. No se sabe quién filtró el video y Ubisoft tampoco se pronunció al respecto, y aunque técnicamente no forma canon de la historia de Assassin's Creed porque nunca se ha dado un mandato oficial sobre el video, puede tomarse como tal sabiendo la forma radical en la que trabaja Abstergo con sus sujetos de pruebas y lo que se descubre posteriormente en Assassin's Creed: Revelations. El video "Seizure" pudo estar planeado para ser perfectamente una escena enseñando la primera versión de la máquina Animus y se descartó por la brutalidad de las imágenes.
Recientemente otro videojuego tomó inspiración del filme, el juego es The Evil Within realizado por Shinji Mikami, en la película hay una escena en la cual Jacob es llevado en una camilla a través de un asilo en donde hay doctores y enfermeras con apariencias de demonios y trozos de carne humana tirados en el piso; mientras que en The Evil Within el protagonista, Sebastian, huye de un monstruo a través de un asilo que evoca a Jacob's Ladder. Cuando Lucy O'Brien, escritora de IGN le mencionó las similitudes a Mikami, éste respondió "¿Te diste cuenta?".
Además también inspiró al grupo Avenged Sevenfold en su videoclip de su canción "Nightmare" en honor a su baterista fallecido, The Rev. También sirvió de inspiración para la canción Jacob's Ladder de Michale Graves y para el videoclip de la canción "Papercut" del grupo Linkin Park.
Por otro lado, la influencia de la película en sus trabajos fue reconocida por Ryan Murphy, escritor de la serie de televisión American Horror Story: Asylum, y es directamente referenciada en Silent Hill 3 y en "La niña y la ballena", un episodio de Los Simpson en el 2010.
Recientemente esta obra ha sido citada por Tatsuki Fujimoto como influencia para el anime de Chainsaw Man, e incluso es referenciada visualmente en la intro de la serie.

## Edición de medios
La película se estrenó el 2 de noviembre de 1990, distribuida por TriStar pictures
La edición especial de DVD fue lanzada por Artisan Entertainment el 14 de julio de 1998, que contiene tres anteriores escenas eliminadas ("La Transformación de Jezzie", "The Antidote" y "La estación de tren") junto con varias otras características especiales, como un largometraje de comentarios de audio realizado por el director Adrian Lyne y 26 minutos de filmación sobre la construcción de la película. El 14 de septiembre de 2010, la película fue lanzada en Blu-ray por Lions Gate Entertainment y contiene todas las características especiales del DVD, junto con dos avances cinematográficos de la película, omitiendo un spot para la televisión. El Blu-ray es presentado en formato widescreen de 1.85:1 usando el codec AVC en un disco BD25 de una sola capa. El filme ocupa solamente 19 gigas del espacio del disco, el crítico R.L. Shaffer dijo acerca del blu-ray "No es perfecto pero esta presentación en alta definición es lo mejor que Jacob's Ladder se ha visto en cuanto a audio y video en un formato casero. Los fanáticos deberían considerar la compra".